# Johan Jacobsen
Johan Herman Jacobsen (født 14. marts 1912 i Aarhus, død 7. juli 1972 i København) var en dansk filminstruktør og filmproducent. Han var søn af tidligere skuespiller og teaterdirektør Jacob Jacobsen (1865-1955) og skuespiller Christel Holch (1886-1968). Faderen drev fra 1924 Colosseum-biografen på Nørrebro, hvor Johan Jacobsen allerede i en tidlig alder begyndte sin filmuddannelse med at se de samme film flere gange.

## Uddannelse
Var efter endt mellemskoleksamen på et udvekslingsophold i Amerika. Herefter ansat som kontorassistent i First National og Warner Bros.’ danske udlejningsafdeling, der blev ledet af John Olsen. Fra 1932 ligeledes oversætter af amerikanske, engelske og franske film for Olsens distributionsselskab Teatrenes Films-Kontor.
Volontør på filmselskabet Palladium i Hellerup, hvor han assisterede Lau Lauritzen Sr. på Med fuld Musik (1933). Siden ansat som klipper sammesteds. Assistent og klipper for A.W. Sandberg på 5 raske Piger (1933) og 7-9-13 (1934).
1934-35 klipper ved den engelske stats afdeling for dokumentarfilm GPO Film Unit. Efter hjemkomsten til Danmark tilknyttet Gefion Film som assistent og klipper.

## Karriere og værk
Overtog instruktionen af Liva Weel-filmen Under Byens Tage (1938) efter A.W. Sandberg, da Sandberg blev alvorligt syg og anbefalede sin tidligere assistent som afløser.
Fik sit egentlige gennembrud med Palladium-lystspillet En lille Tilfældighed (1939), som han selv havde skrevet manuskript til sammen med sin barndomsven Mogens Skot-Hansen. Fast husinstruktør for Palladium fra 1938 til 1946, hvor Tage Nielsen var leder af selskabet. Blev blandt andet betroet instruktionen af I de gode gamle Dage (1940) med selskabets guldæg, komikerparret Fy og Bi.
Markerede sig i samarbejde med Arvid Müller og Børge Müller med en række sofistikerede komedier og farcer, inspireret af amerikanske screwball-komedier, blandt andet Tag det som en Mand (1941) og Mine kære Koner (1943) men også med den originale episodefilm Otte Akkorder (1944) og Den usynlige Hær (1945), den første danske spillefilm om den nationale erfaring af besættelsesårene med originalmanuskript af Knud Sønderby.
Fra 1947 sin egen producent med Soldaten og Jenny (1947), som han lejede sig ind hos John Olsens Saga Studio for at optage. Skrev også selv manuskript til denne Soya-filmatisering, som i 1948 vandt de første Bodilpriser for bedste mandlige (Poul Reichhardt) og kvindelige (Bodil Kjer) hovedrolle samt bedste danske film. Filmen blev i 2006 optaget på Kulturkanonen.
Etablerede i slutningen af 1940'erne filmatelieret Flamingo Studio på Lindeallé i Nærum, og producerede i de følgende år sine egne og partneren Annelise Hovmands film her. Fra 1954 fik han produktionsbevilling til Triangel Teatret på Østerbro, hvilket gav et hårdt tiltrængt tilskud til produktionen, der dog aldrig blev rentabel. I 1966 solgte han Flamingo-atelieret til Mogens Skot-Hansens Laterna Film. I 1971 overtog nabovirksomheden Brüel & Kjær grunden og jævnede bygningerne med jorden.
Skrev i sine sidste år blandt andet noveller til ugeblade under pseudonym, arrangerede skærmtræningskurser for politikere og var kortvarigt kunstnerisk leder af Nørreport Bio, ragede dog uklar med bevillingshaveren Foreningen Norden.
Fra 1971 og til sin død proforma-biografdirektør for Simon Spies' Merkur Teatret i København.

## Kontroverser
Johan Jacobsen var som instruktør optaget af erotikken som den dominerende faktor i menneskers liv og dertil ikke bange for kontroversielle emner. Det bragte ham flere gange på kant med især - men ikke kun - borgerlige og kirkelige kredse
Under besættelsen var det hans frimodige komedier, der stod for skud. Siden blev Soldaten og Jenny, som afdækker samtidens dobbeltmoral i forhold til abort, betegnet som "en sump af fri erotik." Værnemagerdramaet 3 Aar efter (1948) vakte mest skuldertræk blandt anmelderne med sin måske for tidlige barske analyse af den kollektive fortrængning af besættelsestidens samarbejdspolitik. Blændværk (1955) forargede socialister med sin anti-kommunistiske skildring af kynisk femtekolonnevirksomhed og hvervning blandt unge udstødte, mens den i andre kredse vakte anstød for en efter tidens normer vovet nøgenscene med Mimi Heinrich. Endelig fortsatte En Fremmed banker på (1959) linjen med mindre behagende skildringer af besættelsestiden. Den skildrer et kærlighedsforhold mellem en frihedskæmperenke og den bøddel, der dræbte hendes mand, hvilket nogle så som tegn på "ideologisk forfald."
Samtidig var En Fremmed banker på i sine erotiske scener mere vidtgående end nogen anden dansk spillefilm siden Blændværk. Statens Filmcensur forlangte to simulerede samlejescener kraftigt beskåret. Ved Filmrådet og justitsminister Hans Hækkerups mellemkomst endte sagen med et kompromis - kun få sekunder skulle klippes ud. Filmen blev eksporteret til flere lande, hvor den blev en spydspids i kampen mod censur. Ikke mindst i USA, hvor den amerikanske distributør Trans-Lux med 'A Stranger Knocks' som prøvesag fik den amerikanske højesterets dom for, at staten New Yorks censurpraksis var forfatningsstridig.

## Andet
I 1959 jurymedlem for den 9. filmfestival i Berlin.
Begravet på Assistens Kirkegård i Skagen.
| - Under byens tage (1938) - En lille tilfældighed (1939) - I de gode gamle dage (1940) - Tag det som en mand (1941) - Tobiasnætter (1941) - Ballade i Nyhavn (1942) - Baby på eventyr (1942) - Mine kære koner (1943) - Som du vil ha' mig (1943) - Otte akkorder (1944) - Mens sagføreren sover (1945) - Den usynlige hær (1945) - Far betaler (1946) - Brevet fra afdøde (1946) - Soldaten og Jenny (1947) - Næste gang er det dig (1948) - 3 Aar efter (1948) - Kongefilmen Frederik IX (1949) - Min kone er uskyldig (1950) - Naalen (1951) - Alt dette og Island med (1951) - Som sendt fra himlen (1951) - Den lille pige med svovlstikkerne (1953) - Skatteøens hemmelighed (1953) - Blændværk (1955) - Den store Gav-tyv (1956) - Splintret emaille (1956) - Vi som går stjernevejen (1956) - En fremmed banker på (1959) - Dronningens vagtmester (1963) - Fremrykket møde (1964) - Norden i Flammer (1965) - Søskende (1966) | - Næste gang er det dig (1948) - Kongefilmen Frederik IX (1949) - En dag i radioen (1950) - Naalen (1951) - Alt dette og Island med (1951) - Som sendt fra himlen (1951) - Man burde ta' sig af det (1952) - Den lille pige med svovlstikkerne (1953) - Skatteøens hemmelighed (1953) - Blændværk (1955) - Hvorfor stjæler barnet? (1955) - Splintret emaille (1956) - Den store Gav-tyv (1956) - Ingen tid til kærtegn (1957) - Krudt og klunker (1958) - En fremmed banker på (1959) - Frihedens pris (1960) - Gøngehøvdingen (1961) - Dronningens vagtmester (1963) - Sekstet (1963) - Fremrykket møde (1964) - Norden i Flammer (1965) - Søskende (1966) |